# Barsebäckshändelsen

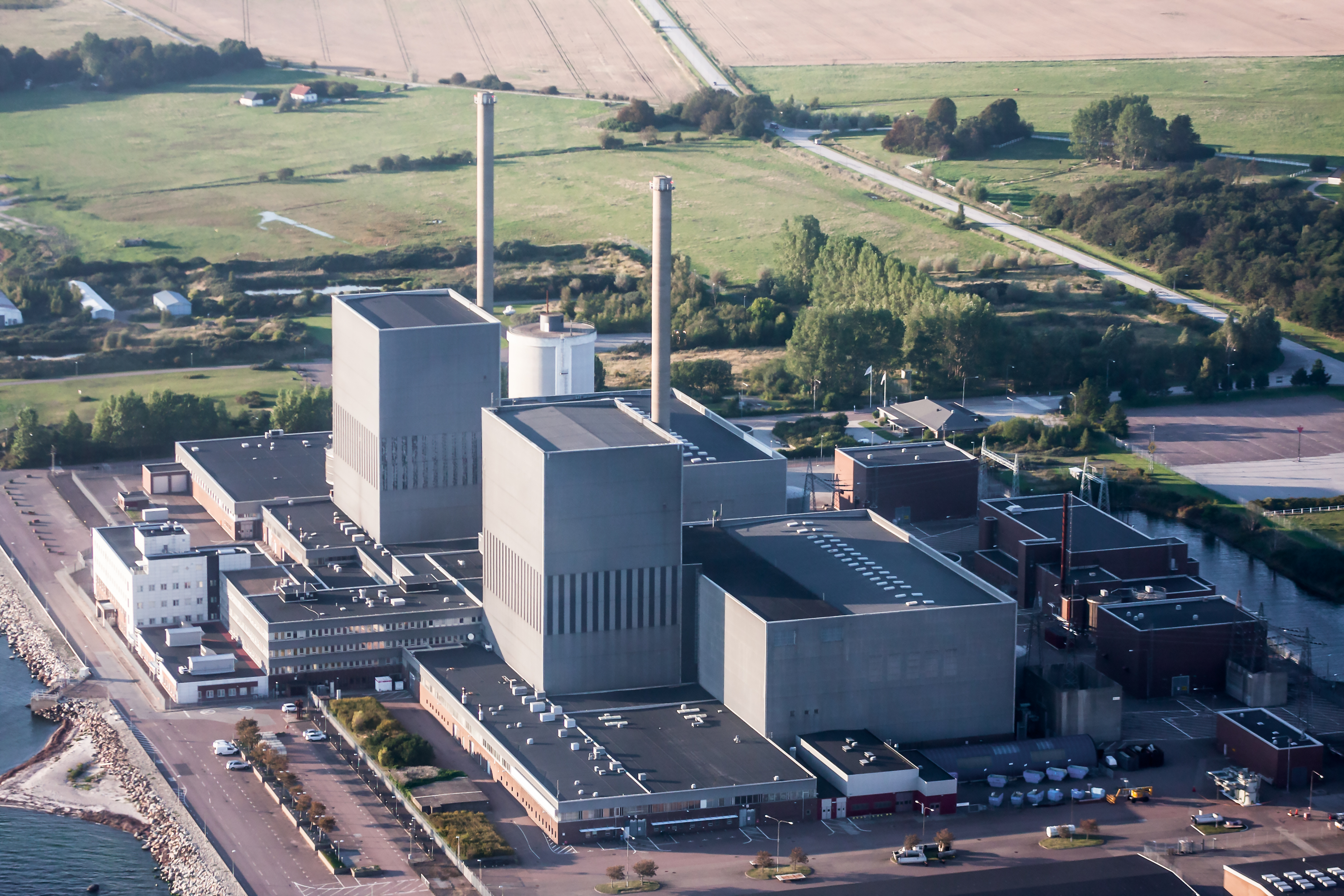

Barsebäckshändelsen, även känd som Silhändelsen, var en incident som inträffade på Barsebäcks kärnkraftverk reaktor 2 den 28 juli 1992. Enligt den internationella INES-skalan klassades incidenten som en tvåa på den sjugradiga skalan.

## Incidenten
Händelsen inträffade vid återstart efter bränslebyte och inleddes med att ett sprängbleck brast till en säkerhetsventil som öppnade och friblåste trycksatt processånga i reaktorinneslutningen. Rörledningar i reaktorinneslutningen var isolerade med mineralull som lossnade när det utsattes för processångan som strömmade ut med ett tryck på cirka 3 100 kPa (drygt 30 bar).  Händelsen initierade automatiskt snabbstopp av reaktorn och start av säkerhetssystem, bland annat två vattensprinklingssystem, på engelska containment vessel spray system (CVSS). Det ena av dessa var ett lågtryckssystem som vid lågt reaktortryck sprutar in vatten från kondensationsbassängen i reaktorn. Då reaktortrycket var för högt för att systemet skulle klara inpumpning, pumpades vattnet via en tryckavlastningsledning tillbaks ner i kondensationsbassängen. Det andra vattensprinklingssystemet användes för att vattenbegjuta reaktorinneslutningen. På så sätt skulle ångan kondensera och trycket i reaktorinneslutningen minska. Vattensprinklingen spolade loss cirka 200 kg mineralull varav mycket hamnade i kondensationsbassängen som är den största vattenreservoar som en kokvattenreaktors (BWR) säkerhetssystem har att tillgå vid drift. 
Ett känt problem med att ha en kondensationsbassäng som vattenreservoar, är att det kan uppstå temperaturskiktningar i vattnet, detta skulle kunna leda till att det vatten som matar vattensprinklingssystemen har hög temperatur, vilket i sin tur skulle ta ner effekten av härdsprinklingen. Barsebäck hade med tanke på detta installerat en mycket stor visp / omrörare i kondensationsbassängen. Vispen, som inte ingick i grundkonceptet och inte heller installerats på t.ex. OKG, var tänkt att blanda om vattnet i kondensationsbassängen och jämna ut temperaturskiktningarna.
Kombinationen av gammal mineralull med rundpumpning via tryckavlastningsledningar och vispen i kondensationsbassängen, gjorde att mineralullen snabbt sjönk ner i vattnet där det rördes runt i vattenmassan.
CVSS tar sitt vatten via inlopp placerade bakom silar i kondensationsbassängen. Två av tre pumpar startades, men blev delvis igensatta av mineralullen i vattenmassan. 70 minuter efter att händelsen inträffade kom därför larm till kontrollrummet om högt differenstryck, varpå operatörerna stängde av pumparna och backspolade silarna. Backspolningen rensade silarna och reaktorn kunde tas ner till läge kall avställning. Den 31 juli 1992 medgav ansvarig myndighet återstart på villkor att Sydkraft senast i slutet av augusti 1992 kunde presentera en detaljerad utredning av incidenten och dess konsekvenser.

## Konsekvenser

### Inledande bedömning
Den inledande händelsen inträffade den 28 juli 1992 och genom att den skedde under återstart vid låg effekt var reaktorns kylning trots viss degradering av kylsystem aldrig äventyrad. Den dåvarande kärnkraftsmyndigheten Statens Kärnkraftinspektion (SKI) medgav redan den 31 juli återstart på villkor att Sydkraft senast i slutet av augusti 1992 kunde presentera en detaljerad utredning av incidenten och dess konsekvenser.

### Bedömning efter fortsatta utredningar
När en mer detaljerad utredning inkom något senare blev det uppenbart att konsekvenserna kunde blivit allvarligare om
- den inledande händelsen hade varit ett verkligt rörbrott och inte som nu ett mindre brott i ett sprängbleck i en säkerhetsventil
- om den inledande händelsen skett under effektdrift istället för under låg effekt under uppstart

Barsebäckshändelsen visade därför på risken att material som lossnar vid ett stort rörbrott kan täppa till silarna och helt slå ut CVSS-funktionen.
Kärnkraftverk är konstruerade utifrån troliga och möjliga scenarion, ett av de värsta är att förlora kylning av reaktorn, på engelska Loss of coolant accident (LOCA), det rör sig då om ett stort rörbrott i reaktorinneslutningen. Skulle en sådan händelse inträffa, är det viktigt att trycket i reaktorinneslutningen kan kontrolleras. Det var känt att material skulle lossna vid friblåsning i reaktorinneslutningen, med anledning av detta hade det gjorts försök med mineralull som hackats sönder i småbitar och lagts i vatten, försöken hade visat att mineralullen skulle lägga sig på ytan och sjunka ner i vattnet först efter tio timmar. Men försöken hade gjorts med helt ny mineralull, medan mineralullen på rören i Barsebäck 2 hade åldrats och utsatts för värmepåverkan varför dess flytegenskaper förändrats. De antaganden som gjorts utifrån försöken var därmed felaktiga.
Enligt antagandet skulle silarna behöva backspolas först 10 timmar efter en friblåsning, men Barsebäcks utredning visade att man med ursprunglig konstruktion skulle kunna behöva backspola redan efter 24 minuter. Att manuell backspolning skulle behöva göras inom 24 minuter innebar att Barsebäck inte kunde få återstarttillstånd. Detta berodde på att två kriterier i Barsebäck 2:s säkerhetsredovisning (Final Safety Analysis Report - FSAR) som låg till grund för gällande drifttillstånd inte var uppfyllda:
1. Den så kallade 30-minutersregeln, enligt vilken inga manuella manövrer skall behöva utföras inom de första 30 minuterna efter en inträffad händelse
2. Enkelfelskriteriet enligt vilket varje säkerhetsfunktion skall kunna utföras med hjälp av de säkerhetssystem som ingår i funktionskedjan även om ett enstaka fel inträffar i säkerhetssystemet i denna kedja.[3]

### 5-reaktorstoppet
Efter att resultaten från fördjupade utredningar blev kända beslutade SKI den 17 september 1992 att förutom Barsebäck 2 även stoppa Barsebäck 1, Oskarshamn 1 och 2 samt Ringhals 1 som bedömdes ha liknande konstruktion och svagheter. Beslutet kom senare att bli känt som femreaktorstoppet. Verken ålades att åtgärda problemen och myndigheten ställde ett antal säkerhetskrav som villkor för fortsatt drift. När kraven tillgodosetts skulle SKI ge drifttillstånd för tiden fram till revisionsavställningen som planerats till sommaren 1993. Efter slutlig ombyggnad av anläggningarna skulle nya permanenta drifttillstånd ges ut av ansvarig myndighet.

### Återstart 1993
Den 14 oktober 1992 lämnade Sydkraft in en ansökan om förnyat drifttillstånd för Barsebäck 2. Då arbetet tog längre tid än väntat föreslog Sydkraft delvis temporära lösningar. Den 4 jan 1993 beslöt SKI att ge Barsebäck 2 tillstånd för fortsatt drift fram till revisionsavställningen sommaren 1993. Under revisionsavställningen utfördes en mängd åtgärder för att möta de nya säkerhetskraven. Bland annat ökades sugsilarnas area, automatisk backspolning infördes och 85 procent av den befintliga rörisoleringen byttes ut mot metallisolering. Där det ej var lämpligt eller möjligt att använda metallisolering, användes istället andra metoder för att hindra mineralullen från att spolas bort. Mot bakgrund av utförda uppgraderingar beslöt ansvarig myndighet den 22 oktober 1993 att godkänna åtgärderna och meddelade permanent tillstånd för fortsatt drift av Barsebäck 2. Forsmark 3 och Oskarshamn 3 hade redan från början designats med spegelisolering, och inneslutningen var dessutom designad med mekaniska fällor för att hindra att material skulle blåsas ner i kondensationsbassängen. Trots detta genomfördes modifieringar på såväl Forsmark 3 som Oskarshamn 3 i syfte att göra anläggningarna mer robusta mot liknande händelser.

### Kritik av myndigheten SKI
Hanteringen av händelsen där myndigheten först medgav återstart för Barsebäck 2, men senare återtog detta beslut och krävde ombyggnader av såväl Barsebäck 2 som de liknande reaktorerna Barsebäck 1, Ringhals 1 samt Oskarshamn 1 och 2 upplevdes otillfredställande och ledde till att en utredning av hanteringen tillsattes. Utredningen gjordes av dåvarande förre chefen för Statens haverikommission Göran Steen och redovisades i mars 1993. Steen riktade kritik mot SKI:s dåvarande generaldirektör Lars Högberg och inspektionens tama insats de första veckorna efter händelsen, men säger också att myndigheten sedan ingrep kraftfullt och stoppade fem reaktorer.

### Internationell uppföljning
Myndigheter i andra länder var dock inte lika snabba att reagera och redan i januari och april 1993 inträffade två liknande händelser i Perry Nuclear Power Plant, en BWR i USA.
Den 25-27 januari 1994 anordnade den internationella samarbetsorganisationen för atomenergifrågor inom OECD Nuclear Energy Agency en internationell konferens i Stockholm med temat "The OECD/NEA Workshop on the Barseback Strainer Incident".
Händelserna resulterade i att Nuclear Regulatory Commission (NRC) i maj 1996 utfärdade bulletin 96-03, "Potential Plugging of Emergency Core Cooling Suction Strainers by Debris in Boiling-Water Reactors". Bulletinen innebar att reaktorer med liknande konstruktion anmodades att
```
"implement appropriate procedural measures and plant modifications to minimize the potential for clogging of emergency core cooling system (ECCS) suppression pool suction strainers by debris generated during a loss-of-coolant accident (LOCA)"
```